# Psikyo SH2
Psikyo SH2 es una Placa de arcade creada por Psikyo destinada a los salones arcade.

## Descripción
El Psikyo SH2 fue lanzada por Psikyo en 1997.
Posee un procesador SH2 @ 28.636350 MHz. y el procesador de sonido es un YMF278B (OPL4) @ 28.636350 MHz.
En esta placa funcionaron 18 títulos.

## Especificaciones técnicas

### Procesador
- SH2 @ 28.636350 MHz.

### Audio
- YMF278B (OPL4) @ 28.636350 MHz.

## Lista de videojuegos
- Daraku Tenshi : The Fallen Angels
- Dragon Blaze
- GunBarich
- Gunbird 2
- Lode Runner : The Dig Fight
- Mahjong G-Taste
- Quiz de Idol! Hot Debut
- Sol Divide
- Space Bomber
- Strikers 1945 II
- Strikers 1945 III / Strikers 1999
- Taisen Hot Gimmick
- Taisen Hot Gimmick 3 Digital Surfing
- Taisen Hot Gimmick 4 Ever
- Taisen Hot Gimmick Integral
- Taisen Hot Gimmick Kairakuten
- Tetris The Absolute: The Grand Master 2
- Tetris The Absolute: The Grand Master 2 Plus